# Гофлсаз, Реза
Реза Гофлсаз (перс. رضا قفلساز‎; род. 21 февраля 1951, Ахваз) — иранский футболист, вратарь.

## Карьера

### Клубная карьера
В годы своей игровой карьеры выступал за столичный клуб ПАС, где играл на протяжении пяти сезонов. Он — один из вратарей клуба, кому удалось держать ворота закрытыми на протяжении более 500 минут. В 1973 году он стал автором национального рекорда по длительности «чистых» матчей — 794 минуты.

### Карьера в сборной
В 1972 году он был одним из вратарей иранской олимпийской команды, выступавшей на футбольном турнире летних Олимпийских игр.